# Beim Zollhaus und Allmandswald
Beim Zollhaus und Allmandswald ist ein vom Landratsamt Rottweil am 1. Februar 1953 durch Verordnung ausgewiesenes Landschaftsschutzgebiet auf dem Gebiet der Gemeinde Aichhalden.

## Lage
Das Landschaftsschutzgebiet Beim Zollhaus und Allmandswald liegt oberhalb des Kinzigtals südwestlich des Aichhaldener Ortsteils Rötenberg an der Gemeindegrenze zu Schenkenzell. Südlich des Gebiets liegt das Gehöft Zollhaus.
Das Gebiet gehört zum Naturraum 153.10 Randplatten des Mittleren Schwarzwaldes in der Haupteinheit 153 Nördlicher Mittlerer Schwarzwald.
Geologisch liegt das Gebiet in der Plattensandstein-Formation des Oberen Buntsandsteins.

## Landschaftscharakter
Das Landschaftsschutzgebiet ist nahezu vollständig bewaldet. Lediglich um das Gehöft Zollhaus im äußersten Süden befindet sich eine Wiesenfläche. Das Gebiet wird von der Kreisstraße 5531 durchschnitten. Es bietet eine gute Aussicht über das Kinzigtal.